# Ода моєму батькові
Ода моєму батькові (кор. 국제시장; НЛКМ: Gukjesijang; дослівно «Міжнародні ринки») — художній південнокорейський фільм-драма 2014 року, кінорежисера Юн Джегюн. Фільм зображує корейську історію починаючи з 1950-х років до теперішнього часу через життя звичайної родини кількох поколінь. Прем'єра фільму відбулася 17 грудня 2014 року. Глядачі дуже тепло прийняли картину. Кінострічка зібрала понад 100 млн дол. у міжнародному прокаті та є другим касовим фільмом в історії корейського кінематографу.

## У ролях
- Хван Чон Мін — Юн Доксу
- Юнджин Кім[2] — Йонджа
- О Даль Су — Дальсу